# ATF4
ATF4（Activating Transcription Factor 4；活性化転写因子4、CREB-2（cAMP-response element binding protein 2；cAMP応答エレメント結合タンパク質2）としても知られる）は、ヒトではATF4遺伝子によってコードされているタンパク質である。ATF4は、ストレス応答に関与する転写因子で、特に小胞体ストレスや未折りたたみタンパク質応答（UPR）の経路において重要な役割を果たす。

## 機能
この遺伝子は転写因子をコードしており、もともとはHTLV-1（ヒトTリンパ好性ウイルス1型）のLTR（長い末端反復）におけるタックス応答エンハンサーエレメントに結合できる、哺乳類で広く発現するDNA結合タンパク質として同定された（よって、タックス応答エンハンサーエレメントB67（tax-responsive enhancer element B67；TAXREB67）とも呼ばれる）。
この遺伝子によってコードされるタンパク質は、転写因子のAP-1ファミリー、cAMP応答エレメント結合タンパク質（CREB）、CREB様タンパク質を含む、DNA結合タンパク質ファミリーに属する。これらの転写因子は、タンパク質同士の相互作用に関与するロイシンジッパー領域を共有しており、これはDNA結合ドメインとして機能する塩基性アミノ酸配列領域のC末端側に位置している。この遺伝子では同一のタンパク質をコードする2つの選択的転写産物が合成される。X染色体q28領域の大きな逆位重複を含む領域には2つの偽遺伝子が存在する
ATF4転写因子は、RUNX2およびOsterixと共に、骨芽細胞の分化にも関与していることが知られている。マトリックス石灰化に代表される骨芽細胞の最終分化は、JNK（c-Jun N末端キナーゼ）の不活性化によって著しく抑制される。JNKが不活性化されると、ATF4の発現とそれに続くマトリックスの石灰化を抑制する。IMPACTタンパク質は線虫（C. elegans）においてATF4を調節し、寿命の延長を促進することが報告されている。
ATF4は、カンナビノイドであるΔ9-テトラヒドロカンナビノールによる癌細胞におけるアポトーシスにも関与している。この過程では、ストレスタンパク質であるp8が小胞体関連遺伝子であるATF4、CHOP、TRB3の発現を上方制御することで細胞死促進を行う。

## 翻訳
ATF4の翻訳は、5' 非翻訳領域に位置する上流オープンリーディングフレーム（upstream open reading frame；uORF）に依存している。ATF4の5' 非翻訳領域には2つのuORFがあり、このうちuORF2と名付けられた2番目のuORFはATF4のオープンリーディングフレームと重なっている。
通常の状態では、まずuORF1が翻訳され、その後に翻訳開始複合体（eIF2、GTP、Met-tRNAiを含む三者複合体）が再形成された場合にuORF2が翻訳される。この際、リボソームはuORF2の翻訳終了前にATF4のスタートコドンを通過するため、結果としてATF4の翻訳が抑制される。しかし、ストレス条件下では翻訳開始複合体の濃度低下により40SリボソームがuORF2の翻訳に際してタイミングよく翻訳開始複合体を取得できなくなり、uORF2を通過する。その後にmRNA上でリボソームが形成されることで、結果としてATF4の翻訳が増加する。